# Ozero Pitnoye (saltsjö)
Ozero Pitnoye är en saltsjö i Kazakstan. Den ligger i den norra delen av landet, 400 km norr om huvudstaden Astana. Arean är 10,2 kvadratkilometer.